# Mononatriumglutamat
Mononatriumglutamat, auch bezeichnet als Natriumglutamat oder MNG (engl. monosodium glutamate, MSG), ist das Natriumsalz der Glutaminsäure, einer der häufigsten natürlich vorkommenden nicht-essenziellen Aminosäuren. Industrielle Lebensmittelhersteller vermarkten und nutzen Mononatriumglutamat als Geschmacksverbesserer (umami) und –verstärker, da es für einen ausgeglichenen und abgerundeten Gesamteindruck anderer Geschmacksrichtungen sorgt und diese miteinander vermischt. Mononatriumglutamat gilt aus wissenschaftlicher Sicht heute allgemein als gesundheitlich unbedenklich. Dennoch halten sich in der Bevölkerung hartnäckig Gerüchte über angebliche Gesundheitsgefahren, die jedoch jeder seriösen Grundlage entbehren. Wenn in diesem Text oder in der wissenschaftlichen Literatur „Mononatriumglutamat“ ohne weiteren Namenszusatz (Präfix) erwähnt wird, ist L-Mononatriumglutamat gemeint. D-Mononatriumglutamat und DL-Mononatriumglutamat besitzen keine praktische Bedeutung.

## Natürliches Vorkommen

Glutamat-Anion unter physiologischen Bedingungen

Mononatriumglutamat ist das Salz einer der 21 Aminosäuren, aus denen Proteine aufgebaut sind. Daher enthalten fast alle proteinhaltigen Lebensmittel Glutaminsäure. Unter physiologischen Bedingungen liegt Mononatriumglutamat dissoziiert als Glutamat-Anion (kurz: „Glutamat“) vor.  Es dient auch als Neurotransmitter, der an Glutamatrezeptoren bindet. Einige Lebensmittel wie Pilze, reife und insbesondere getrocknete Tomaten, Käse (vor allem Parmesan), Fischsauce oder Sojasauce, die wegen ihres besonderen Aromas verwendet werden, enthalten natürlicherweise große Konzentrationen an freiem (nicht proteingebundenem) Glutamat. Außerdem enthält der Seetang Kombu hohe Mengen und wurde von asiatischen Köchen schon vor 1.500 Jahren wegen seiner geschmacksverstärkenden Wirkung genutzt. In der menschlichen Muttermilch ist Glutamat die am häufigsten vorkommende Aminosäure, mit 220 mg pro Kilogramm Muttermilch.
In Lebensmitteln und Aromen mit einem natürlich hohen Gehalt an Glutamat entsteht es durch den Abbau von Proteinen mittels Proteasen (siehe Autolyse). Dieses gilt nach deutschem Lebensmittelrecht nicht als Lebensmittelzusatzstoff und erhält keine E-Nummer. Die Freisetzung von Glutamat durch Risse in den Zellmembranen wird durch Garen, Trocknen oder Fermentieren verstärkt.

## Entwicklung als Geschmacksverstärker
Der japanische Chemiker Kikunae Ikeda erkannte Anfang des 20. Jahrhunderts die Bedeutung der in der ostasiatischen Küche verwendeten natürlichen Geschmacksverstärker und suchte das wirksame Prinzip für den damit zusammenhängenden Geschmack, den er Umami nannte. Ihm war aufgefallen, dass die japanische Dashi-Brühe aus Katsuobushi und Kombu einen besonderen Geschmack hatte, der zu diesem Zeitpunkt wissenschaftlich noch nicht beschrieben worden war und sich von den Geschmacksrichtungen süß, salzig, sauer und bitter unterschied. Ikeda isolierte im Jahr 1908 Glutaminsäure durch wässrige Extraktion aus der Alge Laminaria japonica (Hauptquelle für Kombu) als neuen Geschmacksstoff. Um zu überprüfen, ob Glutamat für den Umami-Geschmack verantwortlich war, erforschte Ikeda die Geschmackseigenschaften zahlreicher Glutamatsalze wie Calcium-, Kalium-, Ammonium- und Magnesiumglutamat. Unter diesen Salzen war Natriumglutamat das am besten lösliche und wohlschmeckendste und ließ sich leicht kristallisieren. Noch im Jahr der Entdeckung wurde ein Patent auf die Herstellungsmethode eingereicht.
Die Brüder Suzuki begannen im Jahr 1909 als Lizenznehmer mit der kommerziellen Herstellung von Mononatriumglutamat als Aji-no-Moto, einem japanischen Wort mit der Bedeutung „Essenz des Geschmacks“. Große Hersteller sind das japanische Unternehmen Ajinomoto und das taiwanische Unternehmen Vedan sowie die südkoreanischen Unternehmen Cheil Jedang und Daesang Miwon.

## Herstellung und chemische Eigenschaften

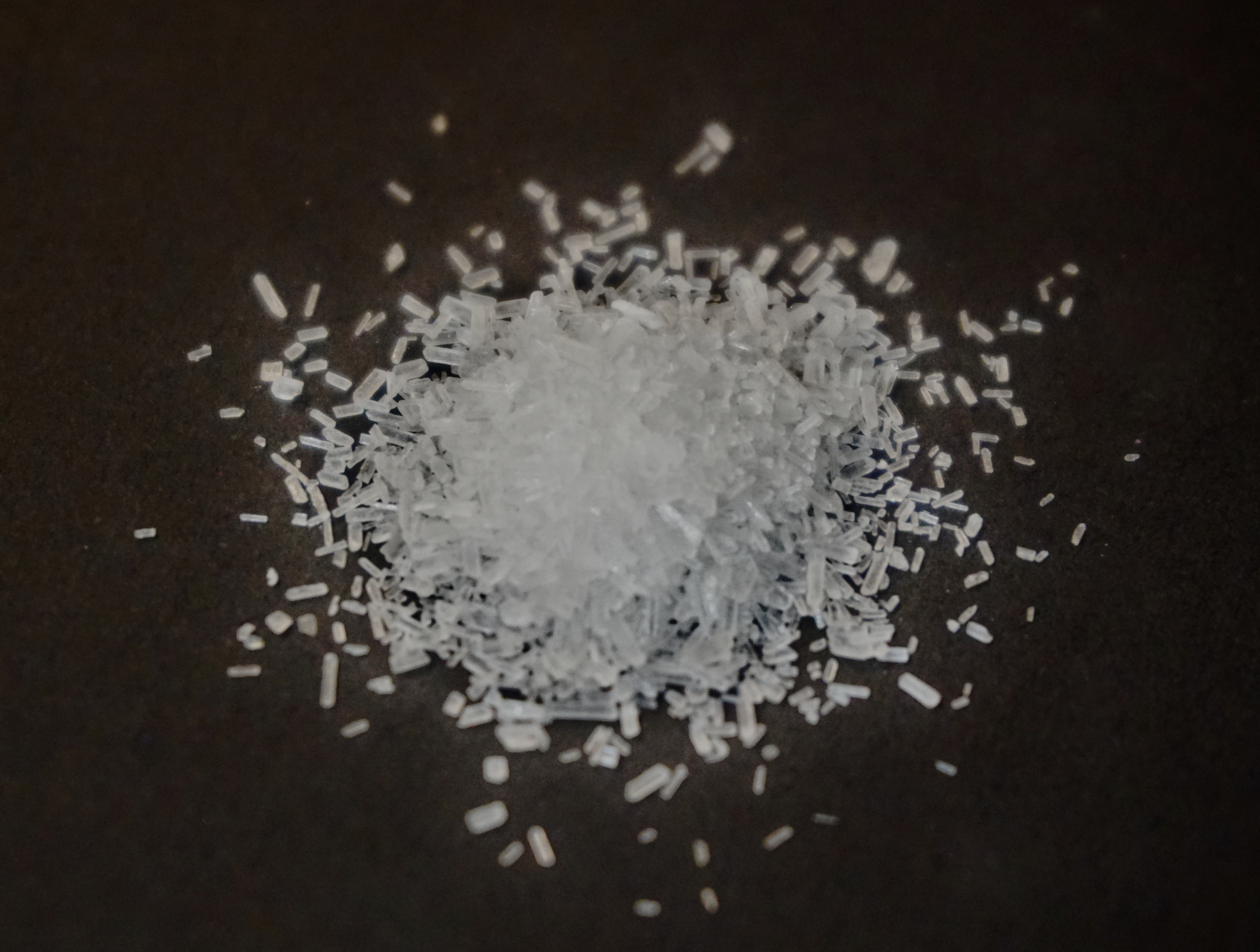
Mononatriumglutamatkristalle

Seit der Markteinführung von Mononatriumglutamat wurden drei verschiedene Herstellverfahren industriell angewandt, die sich unter anderem in den verwendeten Ausgangsstoffen unterscheiden.

Das älteste Herstellverfahren beruhte auf der Hydrolyse von Pflanzenproteinen mit Salzsäure, um die Peptidbindungen aufzubrechen (1909–1962). Anfangs kam Weizengluten für die Hydrolyse zum Einsatz, da es mehr als 30 g Glutamat und Glutamin in 100 g Protein enthält.

Steigende Produktionsmengen machten neue Verfahren notwendig, wofür sich in den 1960er Jahren Acrylnitril als Rohstoff anbot: Es war aufgrund des Aufschwungs der Polyacrylfaserindustrie in Japan seit der Mitte der 1950er Jahre leicht verfügbar und bildete von 1962 bis 1973 die Grundlage für die Mononatriumglutamat-Herstellung.
Gegenwärtig wird der Großteil der weltweiten Produktionsmenge von Mononatriumglutamat durch bakterielle Fermentation hergestellt. Das Natriumsalz entsteht durch Neutralisation der durch die Fermentation gebildeten Glutaminsäure. Während der Fermentation scheiden coryneforme Bakterien, die mit Ammoniak und Kohlenhydraten aus Zuckerrüben, Zuckerrohr, Tapioka oder Melasse kultiviert werden, Aminosäuren in die Kulturbrühe aus, aus der L-Glutamat isoliert wird. Das japanische Chemieunternehmen Kyōwa Hakkō Kōgyō K.K. (協和発酵工業株式会社, heute: Kyōwa Hakkō Kirin K.K.) entwickelte das erste industrielle Fermentationsverfahren zur Herstellung von L-Glutamat. Die Ausbeute der Umsetzung von Zucker in Glutamat und der Produktionsdurchsatz in der industriellen Herstellung werden stetig verbessert. Das Endprodukt nach dem Filtern, Konzentrieren und Kristallisieren ist eine Lösung von Natriumglutamat in Wasser. Reines Mononatriumglutamat ist ein farb- und geruchloser kristalliner Feststoff, der nicht hygroskopisch ist und sich unter Dissoziation in Wasser löst. Mononatriumglutamat ist praktisch unlöslich in üblichen organischen Lösungsmitteln wie Diethylether. Im Allgemeinen ist Mononatriumglutamat unter den Bedingungen der regulären Lebensmittelverarbeitung stabil. Während des Kochvorgangs zerfällt Glutamat nicht, sondern es kommt in Anwesenheit von Zucker bei sehr hohen Temperaturen zu einer Bräunung aufgrund der Maillard-Reaktion.

## Verwendung
Auf der menschlichen Zunge befinden sich Geschmacksrezeptoren für Glutamat, die den Sinneseindruck umami auslösen. Diese Rezeptoren dienen dem Auffinden proteinhaltiger Nahrungsquellen. Mononatriumglutamat allein besitzt keinen angenehmen Geschmack, wenn es nicht mit einem harmonierenden herzhaften Geruch kombiniert wird. Als Geschmacksstoff und in der richtigen Menge ist Mononatriumglutamat in der Lage, andere geschmacksaktive Bestandteile zu verstärken und den geschmacklichen Gesamteindruck bestimmter Gerichte auszugleichen und abzurunden. Mononatriumglutamat passt gut zu Fleisch, Fisch, Geflügel, vielen Gemüsesorten, Soßen, Suppen und Marinaden. Mononatriumglutamat verbessert den Wohlgeschmack nur in der richtigen Konzentration; im Übermaß angewendet ruiniert es den Geschmack eines Gerichts. Je nach Art des Lebensmittels variiert diese Konzentration. In einer klaren Suppe nimmt der wahrgenommene Wohlgeschmack bei mehr als 1 g Mononatriumglutamat pro 100 ml rapide ab. Außerdem kommt es zu einer Interaktion zwischen Mononatriumglutamat und Speisesalz (Natriumchlorid) und anderen Geschmacksstoffen, wie beispielsweise den Nukleotiden; alle müssen für ein angenehmes Geschmackserlebnis in optimaler Konzentration vorliegen. Mononatriumglutamat ermöglicht einen reduzierten Verzehr von Speisesalz, das mit der Entstehung von Bluthochdruck und anderen Herz-Kreislaufkrankheiten in Verbindung gebracht wird. Der Geschmack gesalzener Lebensmittel wird bei einer Salzreduzierung mit Mononatriumglutamat besser. Der Natriumgehalt (in Masseanteilen) von Mononatriumglutamat ist etwa drei Mal geringer (12 %) als der von Natriumchlorid (39 %). Auch andere Glutamatsalze wurden in salzarmen Suppen verwendet, allerdings mit schlechteren Geschmacksergebnissen als Mononatriumglutamat.
Im Schnitt verzehrt jeder Mensch 600 Milligramm industriell hergestelltes Mononatriumglutamat pro Tag (ca. 4 g pro Woche), ein Drittel davon aus der Produktion des Weltmarktführers General Foods.
Mononatriumglutamat ist ein zugelassener Zusatzstoff in Futtermitteln. Durch den gesteigerten Appetit fressen die Masttiere über die Sättigung hinaus und legen schneller an Gewicht zu. Dieser Effekt wird auch bei der Ratte und beim Menschen nachgewiesen, wenn Glutamat und zugehörige Rezeptorblocker verabreicht werden.

## Sicherheit von Mononatriumglutamat als Geschmacksverstärker
Mononatriumglutamat wird seit dem frühen 20. Jahrhundert zum Würzen von Lebensmitteln verwendet. Während dieses Zeitraums wurden umfangreiche Studien durchgeführt, um die Eigenschaften und die Sicherheit von Mononatriumglutamat auszuleuchten. Mononatriumglutamat als Geschmacksverstärker gilt als unbedenklich für den menschlichen Verzehr.

### Der Mononatriumglutamat-Symptomkomplex („Chinarestaurant-Syndrom“)
Der „Mononatriumglutamat-Symptomkomplex“ wurde ursprünglich als „Chinarestaurant-Syndrom“ bezeichnet, nachdem einer Anekdote zufolge Robert Ho Man Kwok Symptome meldete, die er nach einer amerikanisch-chinesischen Mahlzeit bemerkte. Kwok schlug mehrere Möglichkeiten für diese Symptome vor, darunter Alkohol durch das Kochen mit Wein, den Natriumgehalt und die Mononatriumglutamat-Würzung. Mononatriumglutamat rückte jedoch in den Fokus, und die Symptome werden seitdem mit Mononatriumglutamat in Zusammenhang gebracht. Die Auswirkungen des Wein- oder Salzgehalts wurden nie untersucht. Im Laufe der Jahre hat die Liste unspezifischer Symptome auf Grundlage von Einzelberichten zugenommen.
Unter normalen Bedingungen kann der Mensch Glutamat verdauen, da es eine sehr geringe akute Toxizität aufweist. Die orale letale Dosis bei 50 % der Testtiere, LD50, liegt zwischen 15 und 18 g/kg Körpergewicht bei Ratten bzw. Mäusen und ist damit fünfmal höher als die LD50 von Salz (3 g/kg bei Ratten). Die Aufnahme von Mononatriumglutamat als Geschmacksverstärker und die natürliche Menge an Glutaminsäure in Lebensmitteln sind daher für Menschen in toxikologischer Hinsicht kein Grund zur Besorgnis. Ein Bericht der Federation of American Societies for Experimental Biology (FASEB), der im Jahr 1995 im Auftrag der United States Food and Drug Administration (FDA) zusammengestellt wurde, kam zu dem Schluss, dass Mononatriumglutamat sicher ist, wenn es „in üblichen Mengen verzehrt wird“. Bei einer Untergruppe anscheinend gesunder Personen, die auf eine orale Dosis von 3 g Mononatriumglutamat in Abwesenheit von Lebensmitteln mit Symptomen reagierten, konnte ein kausaler Zusammenhang nicht nachgewiesen werden. In einer kontrollierten klinischen Doppelblindstudie an mehreren Standorten wurde ein statistisch signifikanter Zusammenhang selbst bei Personen, die nach eigener Aussage mit den beschriebenen Symptomen auf Mononatriumglutamat reagierten, nicht festgestellt. Außerdem wurden die Symptome nicht beobachtet, wenn Mononatriumglutamat zusammen mit Lebensmitteln verabreicht wurde.
In einer anderen placebokontrollierten Doppelblindstudie wurde Mononatriumglutamat in Kapseln verabreicht. Dabei erhielten 71 nüchterne Teilnehmer 5 g Mononatriumglutamat vor einem Standardfrühstück. Es gab nur eine symptomatische Reaktion und zwar in der Placebogruppe bei einer Person, die sich selbst als Mononatriumglutamat-sensibel beschrieb. In einer anderen Doppelblindstudie durch Geha et al. (2000) wurden die Reaktionen von 130 Testpersonen getestet, die sich als Mononatriumglutamat-sensibel bezeichneten. Dabei wurden nur Personen mit mindestens zwei Symptomen getestet. Nur zwei Personen aus der gesamten Versuchsgruppe reagierten bei allen vier durchgeführten Tests. Diese geringe Prävalenz erlaubte keinen kausalen Zusammenhang zwischen der Einnahme von Mononatriumglutamat und den beschriebenen Symptomen.
Eine weitere Studie über 5 Jahre schloss einen von Mononatriumglutamat etwa verursachten Effekt auf Adipositas aus. Es existieren mehrere Studien, die eine berichtete Verbindung zwischen Mononatriumglutamat und Asthma untersuchen; die gegenwärtige Beweislage spricht nicht für einen kausalen Zusammenhang.
Da Glutamat ein wichtiger Neurotransmitter im menschlichen Gehirn ist, der eine wichtige Rolle beim Lernen und für das Gedächtnis spielt, führen Neurologen gegenwärtig eine noch laufende Studie zu möglichen Nebenwirkungen von Mononatriumglutamat in Lebensmitteln durch, sind jedoch noch nicht zu abschließenden Ergebnissen gelangt, die etwaige Verbindungen aufzeigen könnten.

### Europäische Union
Die Europäische Union hat die Substanz als Lebensmittelzusatzstoff mit der E-Nummer E621 klassifiziert. Die Europäische Kommission hält die Anwendung von Mononatriumglutamat als Lebensmittelzusatzstoff für sicher. Diese Auffassung teilen auch das deutsche Bundesinstitut für Risikobewertung sowie die Deutsche Gesellschaft für Ernährung.
Wissenschaftler halten es aufgrund von Tierversuchen für unwahrscheinlich, dass Glutamat die Blut-Hirn-Schranke von gesunden Erwachsenen passieren kann. Da bei Neugeborenen die Blut-Hirn-Schranke durchlässiger ist (Entwicklung: Blut-Hirn-Schranke), wird Mononatriumglutamat in Deutschland nicht als Zusatz für Babynahrung verwendet.

### Australien und Neuseeland
Food Standards Australia New Zealand (FSANZ) nennt „beeindruckende Beweise aus einer großen Anzahl wissenschaftlicher Studien“, um ausdrücklich jede Verbindung zwischen Mononatriumglutamat und „schwerwiegenden Nebenwirkungen“ oder „lang anhaltenden Wirkungen“ zu negieren, und erklärt Mononatriumglutamat als „für die allgemeine Bevölkerung sicher“. Es wird jedoch erwähnt, dass bei weniger als 1 % der Bevölkerung sensible Personen „vorübergehende“ Nebenwirkungen wie „Kopfschmerz, Taubheit/Prickeln, Erröten, Muskelkrämpfe und allgemeine Schwäche“ erleiden können, wenn sie in einer einzelnen Mahlzeit große Mengen an Mononatriumglutamat zu sich nehmen. Personen, die sich als empfindlich gegenüber Mononatriumglutamat betrachten, wird empfohlen, diese Beobachtung durch eine geeignete klinische Untersuchung bestätigen zu lassen.
In Australien und Neuseeland muss die Verwendung von Mononatriumglutamat als Lebensmittelzusatzstoff auf verpackten Lebensmitteln ausgewiesen werden. Das Etikett muss den Klassennamen des Lebensmittelzusatzstoffs (z. B. Geschmacksverstärker) nennen, entweder gefolgt von seinem Namen oder seiner INS-Nummer 621.

### Vereinigte Staaten
Die US-amerikanische Food and Drug Administration hat Mononatriumglutamat als allgemein sicher anerkannt. Aufgrund fehlender Regelungen der FDA ist es unmöglich herauszufinden, zu welchem Anteil es sich bei einem „natürlichen Geschmacksstoff“ tatsächlich um Glutaminsäure handelt. Die FDA hält Kennzeichnungen wie „Kein Mononatriumglutamat“ oder „Ohne Mononatriumglutamat-Zusatz“ für irreführend, wenn das Lebensmittel Zutaten enthält, die Quellen von freiem Glutamat sind, z. B. hydrolysiertes Protein. Im Jahr 1993 schlug die FDA vor, den Zusatz „(enthält Glutamat)“ zum allgemeinen oder üblichen Namen bestimmter Proteinhydrolysate hinzuzufügen, die wesentliche Mengen an Glutamat enthalten. In der Ausgabe von 2004 seines Buches On Food and Cooking erklärt der Autor Harold McGee, dass „[nach vielen Studien] Toxikologen zu dem Schluss gekommen sind, dass Mononatriumglutamat sogar in großen Mengen eine harmlose Zutat für die meisten Menschen darstellt“.